# Niechciałka
Niechciałka (zw. Mała Jagiełła) – przysiółek wsi Jagiełła w Polsce położona w województwie podkarpackim, w powiecie przeworskim, w gminie Tryńcza, w sołectwie Jagiełła.
W latach 1975–1998 osada położona była w województwie przemyskim.
Niechciałka położona jest przy lesie w niewielkim oddaleniu od Jagiełły. Przysiółek obejmuje 69 domów, stanowiących dwa skupiska zabudowy: Mała Jagiełła (przy drodze z Wólki Pełkińskiej do Gorliczyny – 38 domów), i Niechciałka (w pobliżu cmentarza wojennego – 31 domów). Przysiółek należy do parafii Wólka Pełkińska.
W pobliskim lesie znajduje się cmentarz wojenny ofiar hitleryzmu 1939−1945. Spoczywa na nim 6500 jeńców radzieckich z pobliskiego, przejściowego obozu koncentracyjnego w Wólce Pełkińskiej. W Październiku 1947 roku na cmentarzu tym pochowano szczątki ośmiu Żydów wcześniej ekshumowanych z Markowej, którzy podczas Zbrodni w Markowej zostali rozstrzelani 24 marca 1944 roku w domu Ulmów.
10 września 2023 roku na cmentarzu wojennym ofiar hitleryzmu w Jagielle-Niechciałkach, Prezydent RP Andrzej Duda wraz z małżonką złożył wieniec przed pomnikiem Żydów zamordowanych w Markowej. Modlili się także: prefekt watykańskiej Dykasterii Spraw Kanonizacyjnych kard. Marcello Semeraro, metropolita łódzki kard. Grzegorz Ryś oraz naczelny Rabin Polski Michael Schudrich. W uroczystości uczestniczyli m.in. ministrowie z Kancelarii Prezydenta, przedstawiciele IPN, władz regionalnych i lokalnych, mieszkańcy okolicznych miejscowości.

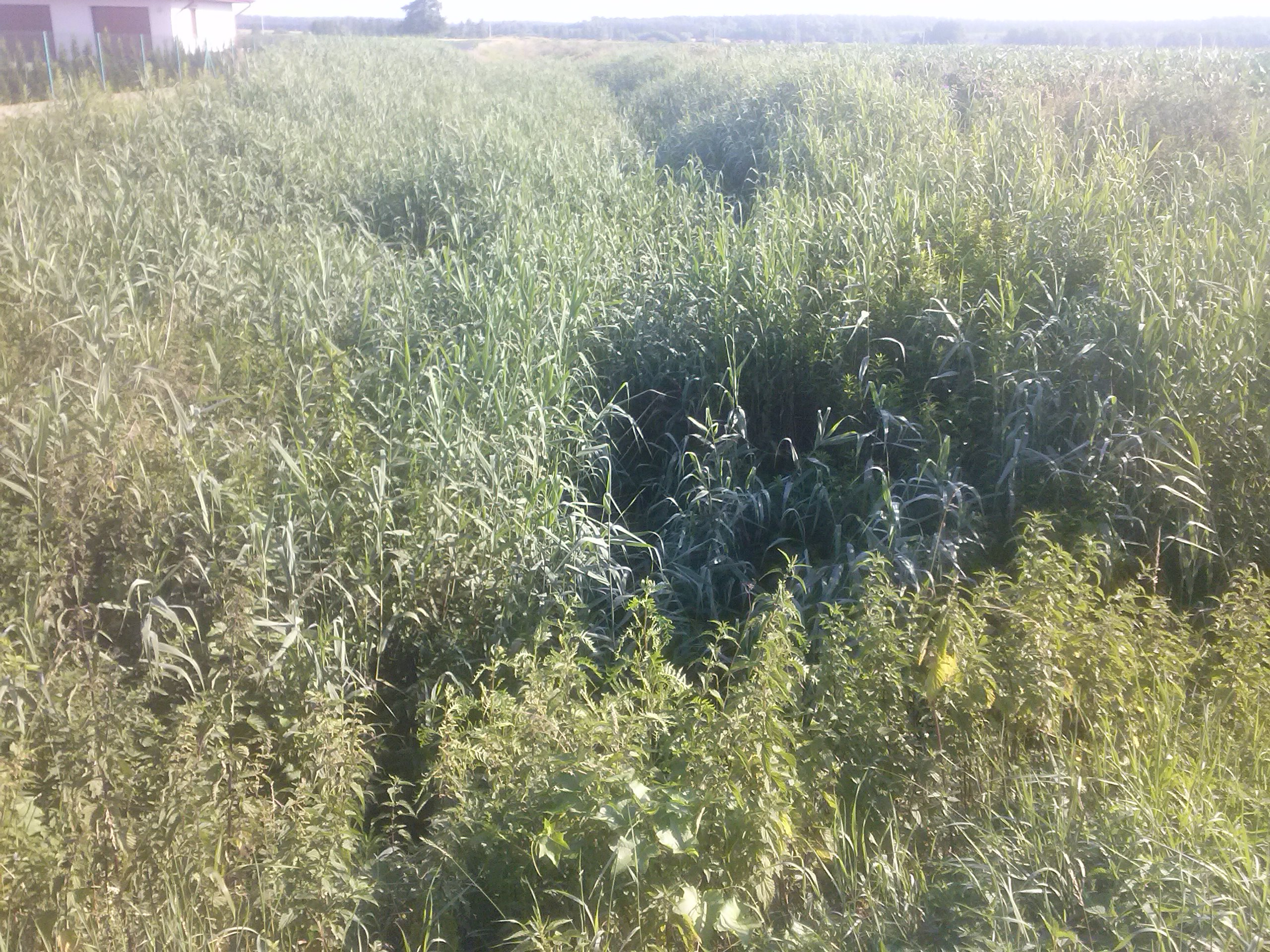
Rzeka Przykopa oddzielająca Jagiełłę od Małej Jagiełły i Niechciałki
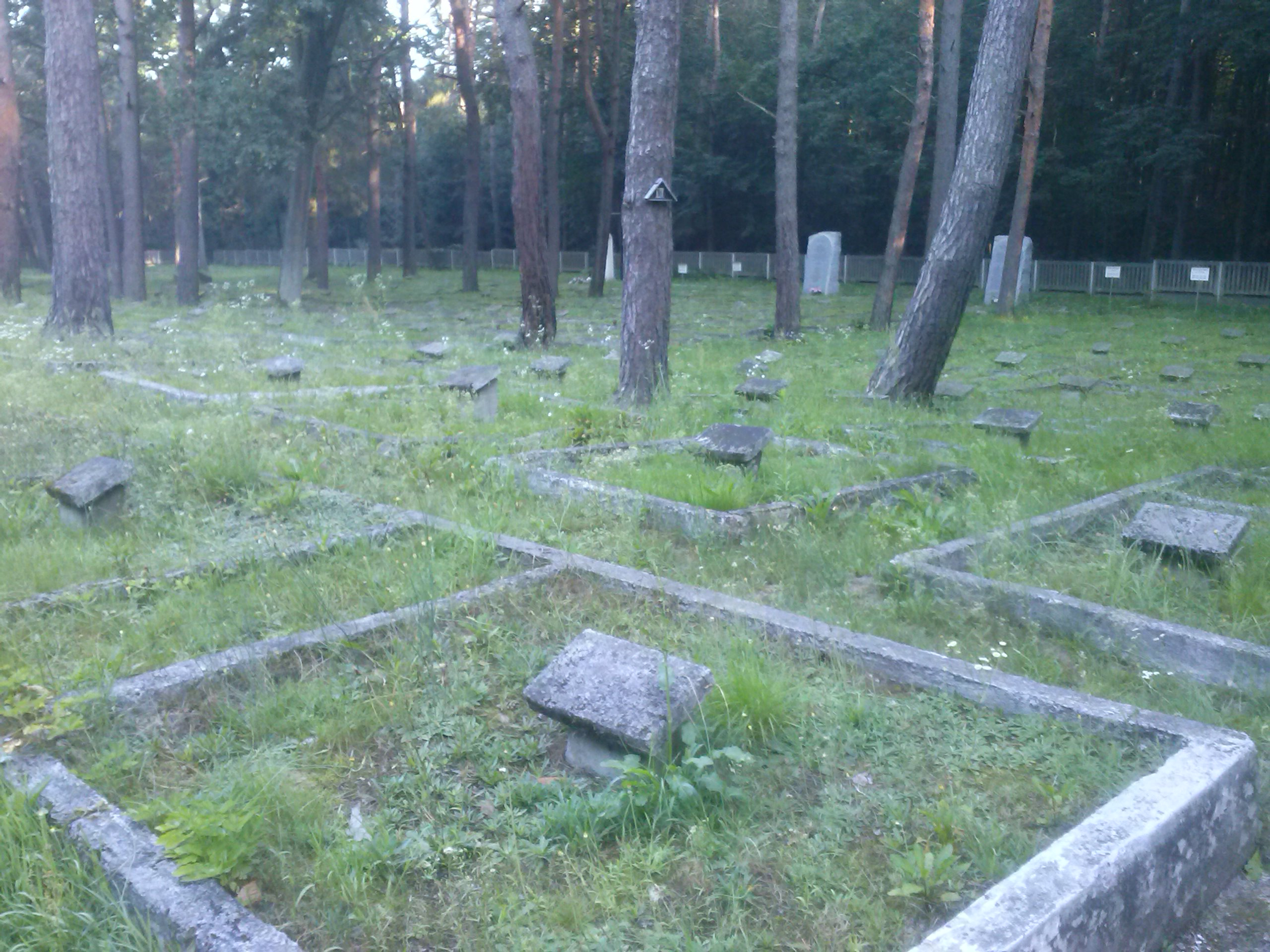
Cmentarz wojenny ofiar hitleryzmu 1939–1945, w lesie przy Niechciałce